# Jharia
Jharia är en ort i Indien.   Den ligger i distriktet Dhanbad och delstaten Jharkhand, i den östra delen av landet, 1 100 km sydost om huvudstaden New Delhi. Jharia ligger 204 meter över havet och antalet invånare är 86 938.
Terrängen runt Jharia är platt. Runt Jharia är det mycket tätbefolkat, med 2 181 invånare per kvadratkilometer. Närmaste större samhälle är Dhanbad, 7,4 km norr om Jharia. Trakten runt Jharia består till största delen av jordbruksmark.